# Gatunamn

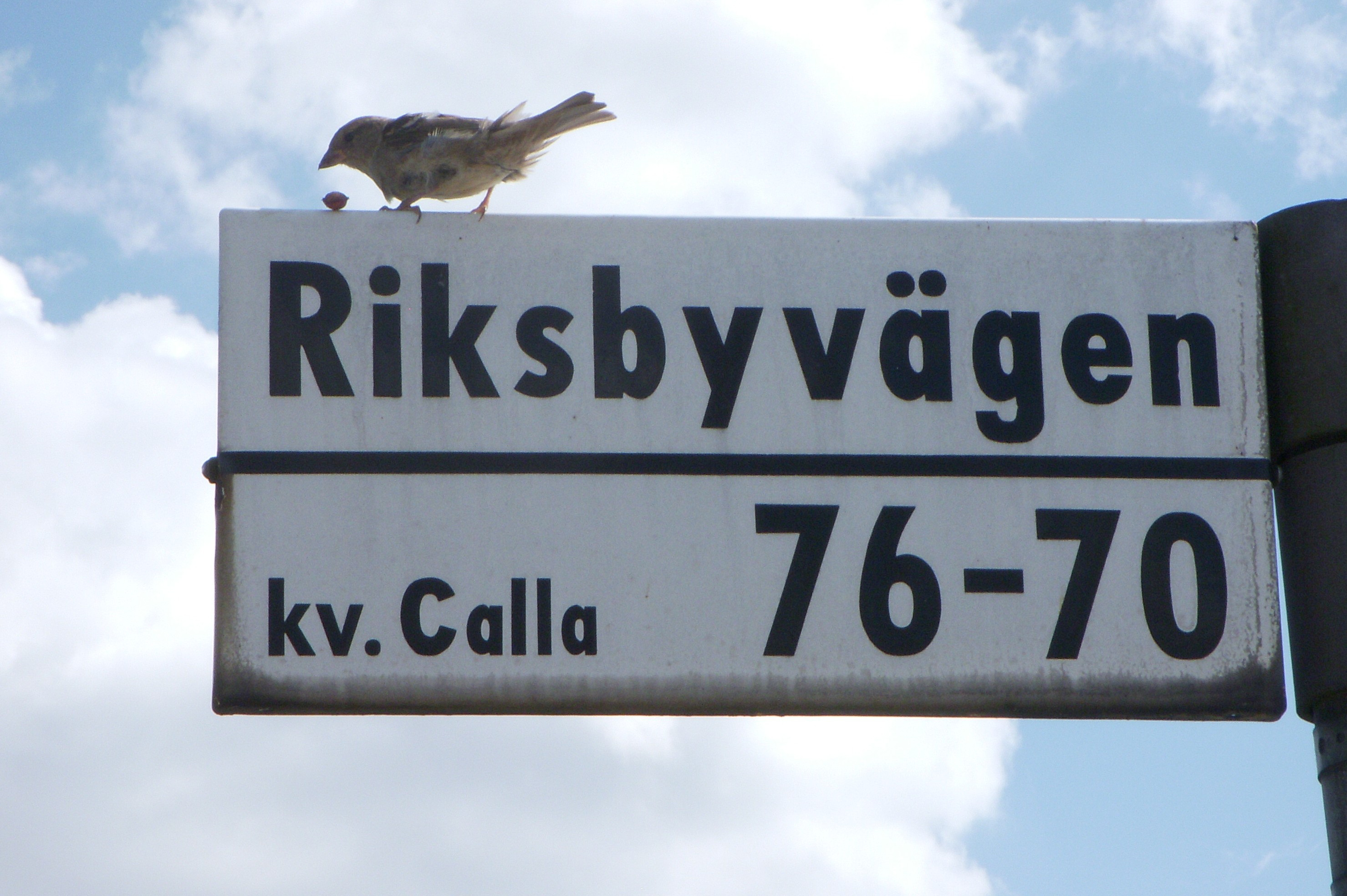
Gatuskylt i Riksby koloniträdgårdsområde, Bromma.

Ett gatunamn, ett vägnamn eller en odonym är ett namn som ges till en viss gata eller väg för att identifiera den. Förr i tiden uppstod gatunamn ofta spontant, medan man numera tar officiella beslut om namnen, för att det inte skall uppstå missförstånd och oklarheter kring vilken gata som är vilken.

## Gatunamn i Sverige
I Sverige är det kommunen som bestämmer namn på bland annat gator, kvarter, torg och parker. Namn på bland annat tätorter bestäms istället av lantmäteriet.
Det vanligaste gatunamnet i Sverige är Ringvägen (205 gator), följt av Skogsvägen (204), och Björkvägen (200). De vanligaste gatunamnen att bo på är istället Storgatan (55 360 boende), Ringvägen (32 771) och Nygatan (21 987). Den enskilda gatan flest bor på är Ringvägen i Stockholm, med 5 440 boende.

## Memorialnamn

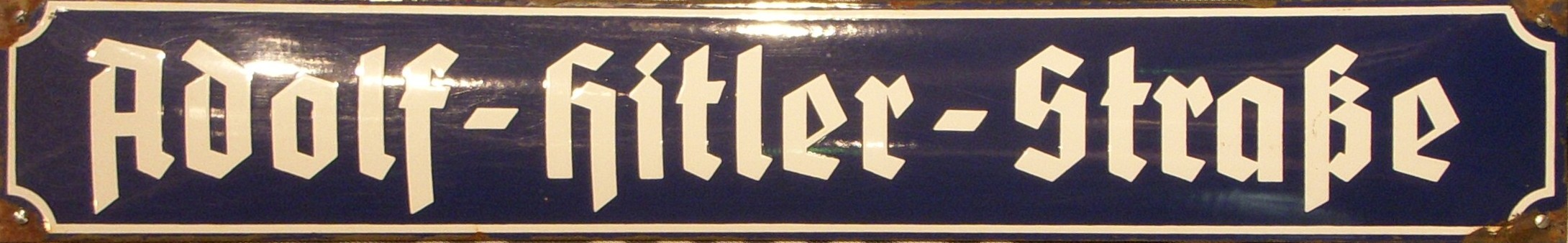
En vanlig skylt i tyska städer under Nazitiden.

Memorialnamn är en form av gatunamn där personer hedras med en gata. Memorialnamn har kallats för ”personer som monument”, då namnen har samma funktion som monument. Meningen är att medborgarna ska bli påminda om den roll namngivna personer spelade i historien. Memorialnamn kan tolkas som utpekande för vems och vilken historia som upplevs som betydelsefull, vilket kan vara problematiskt ur flera perspektiv.

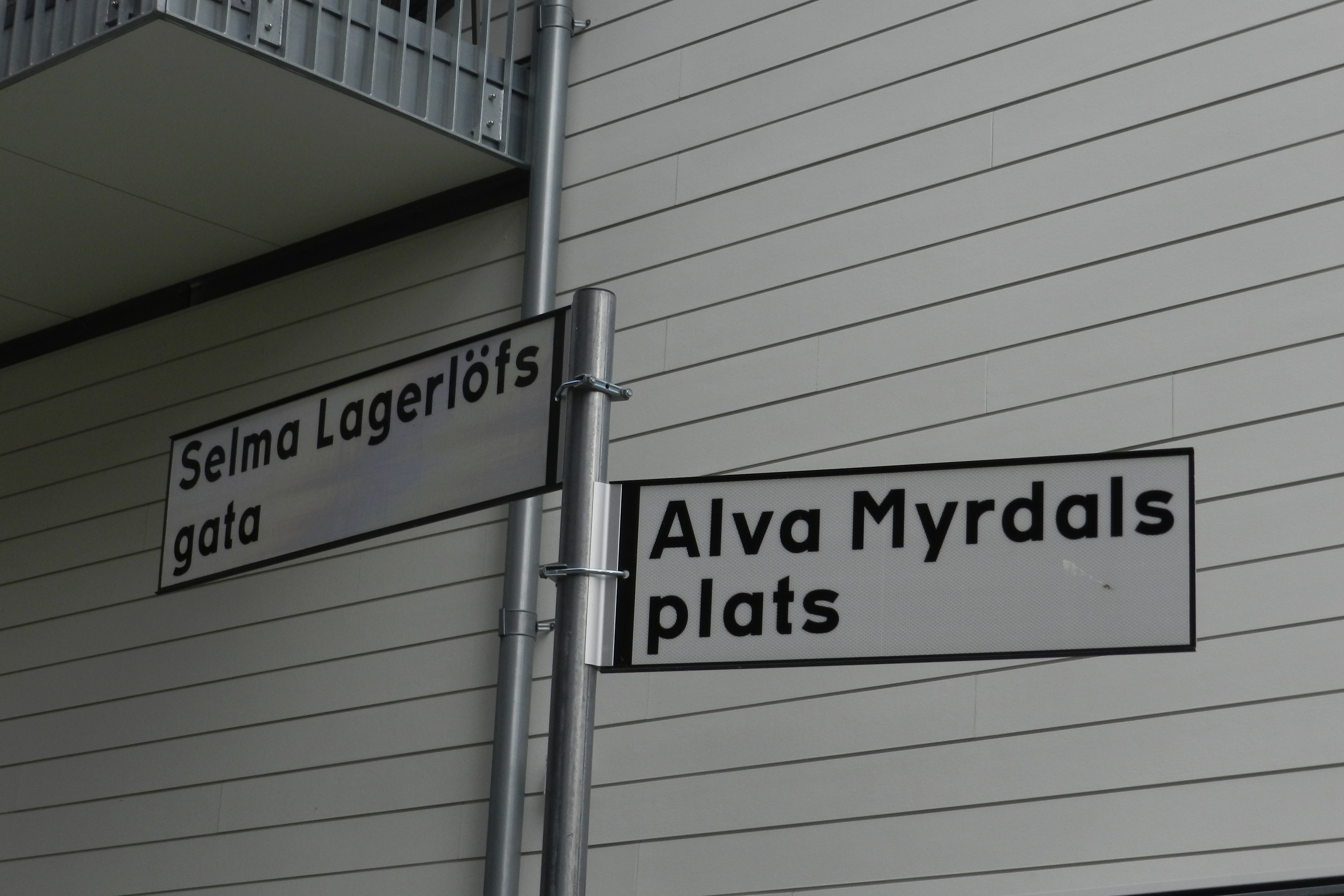
Gatunamn i Linköping.

Enligt en FN-resolution 2002 ska gatunamn inte uppkallas efter kända personer eftersom det sällan är neutralt, och om man ändå gör det så måste personen ha varit avliden sedan flera år tillbaka. Resolutionen rekommenderar att nationella myndigheter "avråder från att använda personnamn för att namnge platser under den personens livstid" och "i sina riktlinjer inkluderar tydliga krav på väntetiden som ska passera innan ett namn tas i bruk". Bland de problem som kan uppstå när platser bär personnamn, särskilt under personens livstid, är att personen kan omvärderas, regeringar bytas ut och att fortsatta namnbyten inte är ovanliga. United Nations Group of Experts on Geographical Names (UNGEGN) arbetar med frågor om att namnge platser.
Under nazitiden döptes många gator om efter ledande nazister, till exempel Adolf-Hitler-Strasse eller Adolf-Hitler-Platz (med och utan bindestreck). Skyltarna togs ner efter krigsslutet 1945 och ersattes med det tidigare gatunamnet. I Östtyskland döptes många gator om efter ledande socialister, bland annat Stalinallee som senare blev Karl-Marx-Allee. Efter 1989 har flera gator i det tidigare DDR återfått sina ursprungliga namn.
Från omkring 1970 har många gator fått namn efter motståndare till nazismen och personer som föll offer för naziregimen.[källa behövs] Till exempel Scheidemannstrasse och Tucholskystrasse.
I Sverige menar Lantmäteriets ortnamnsfunktion att det är direkt olämpligt att levande personer får namnge gator och torg. Trots FN:s rekommendationer är det inte ovanligt att gator i Sverige ändå får namn efter alldeles nyligen avlidna, eller till och med fortfarande levande, personer. Exempel är Olof Palmes gata, Stockholm (1986), Benny Fredrikssons torg (2018), och Börje Salmings gata (2022).

## Gatunamnsskyltar

### Allmänt
Gatunamnsskyltar finns på husväggar eller som fristående skyltar på stolpar, oftast placerade vid vägkorsningar. Skyltarnas utformning och innehåll varierar, och ofta är det staden eller kommunen som beslutar om gatunamnsskyltarna. Utöver namnet på gatan förekommer ibland husnummer för det aktuella gatuavsnittet och kvarters- eller stadsdelsnamn på skyltarna. På många håll i världen har gatorna mer än ett namn, eftersom området kan vara flerspråkigt, och då finns också flera namn på skyltarna.

### Exempel
|  |  |  |

### Sverige

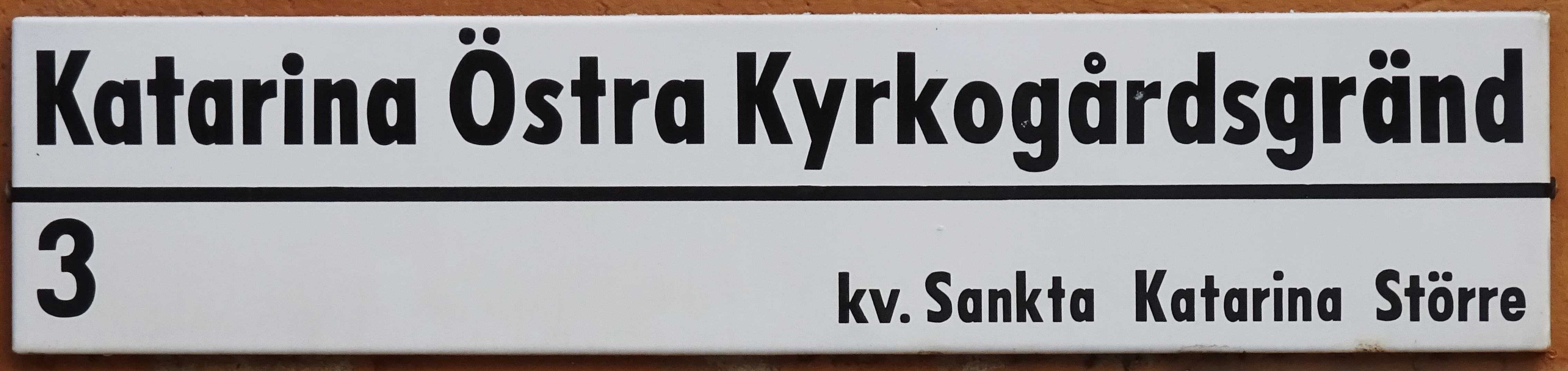
Gatuskylt i Stockholm.

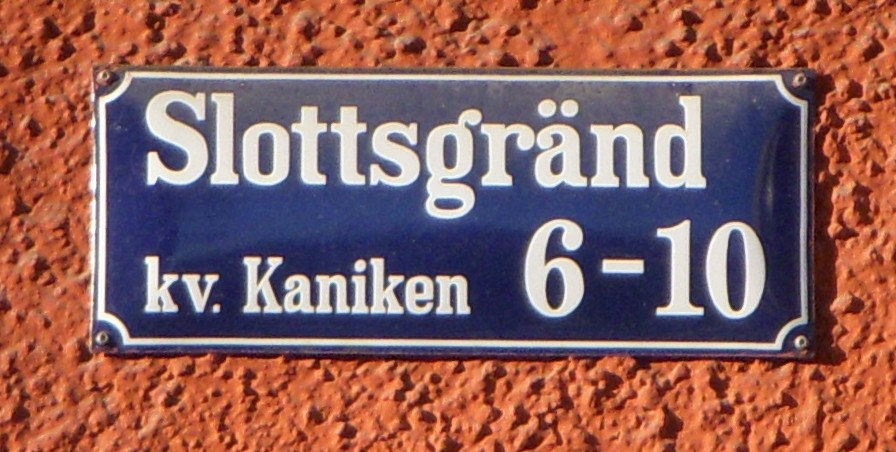
Gatuskylt i Uppsala.

I Stockholms kommun är gatunamnsskyltar enhetliga; vita med svart text, gatunamnet står överst och under en horisontell linje finns husnummer med stor text och kvartersnamnet med lite mindre text. Stavningen sker alltid med stora begynnelsebokstäver om gatunamnet består av flera ord. På liknande sätt stavas kvartersnamnet med undantag för förkortningen av ordet "kvarter", det stavas med liten begynnelsebokstav och skrivs kv., till exempel kv. Ugglan Större. I Huddinge kommun har gatunamnsskyltar utformats liknande Stockholms, dock saknas kvartersangivelse. I Visby innanför ringmuren är gatunamnsskyltarna vita med svart text i frakturstil för att harmoniera med bebyggelsen. Uppsala har kvar den klassiska utformningen av gatuskyltar; vit text på blå grund. Skylten är oftast emaljerad och anger även kvartersnamnet.

### Tyskland
I Berlin är gatunamnsskyltar enhetlig vita med svart text. Det finns dock en liten skillnad i bokstävernas typsnitt mellan de gamla öst- och västdelarna av Berlin. Har gatan fått sitt namn efter en känd person anges ofta en kort personbeskrivning på en tilläggsskylt. Till exempel Malschweg: "Adolf Malsch" Spandauer Stadtkämmerer † 1895".
Många tyska städer har gatunamnsskyltar med vit text på blå bakgrund, som bland annat i Hamburg, München, Frankfurt och Kassel. I slutet av 1800-talet när flera tyska städer växte rasant fick nya stadsdelar teman på gatunamnen. T.ex. i Schöneberg i Berlin skapades Bayerischer Viertel med gatunamn efter bayerska orter.

### Storbritannien

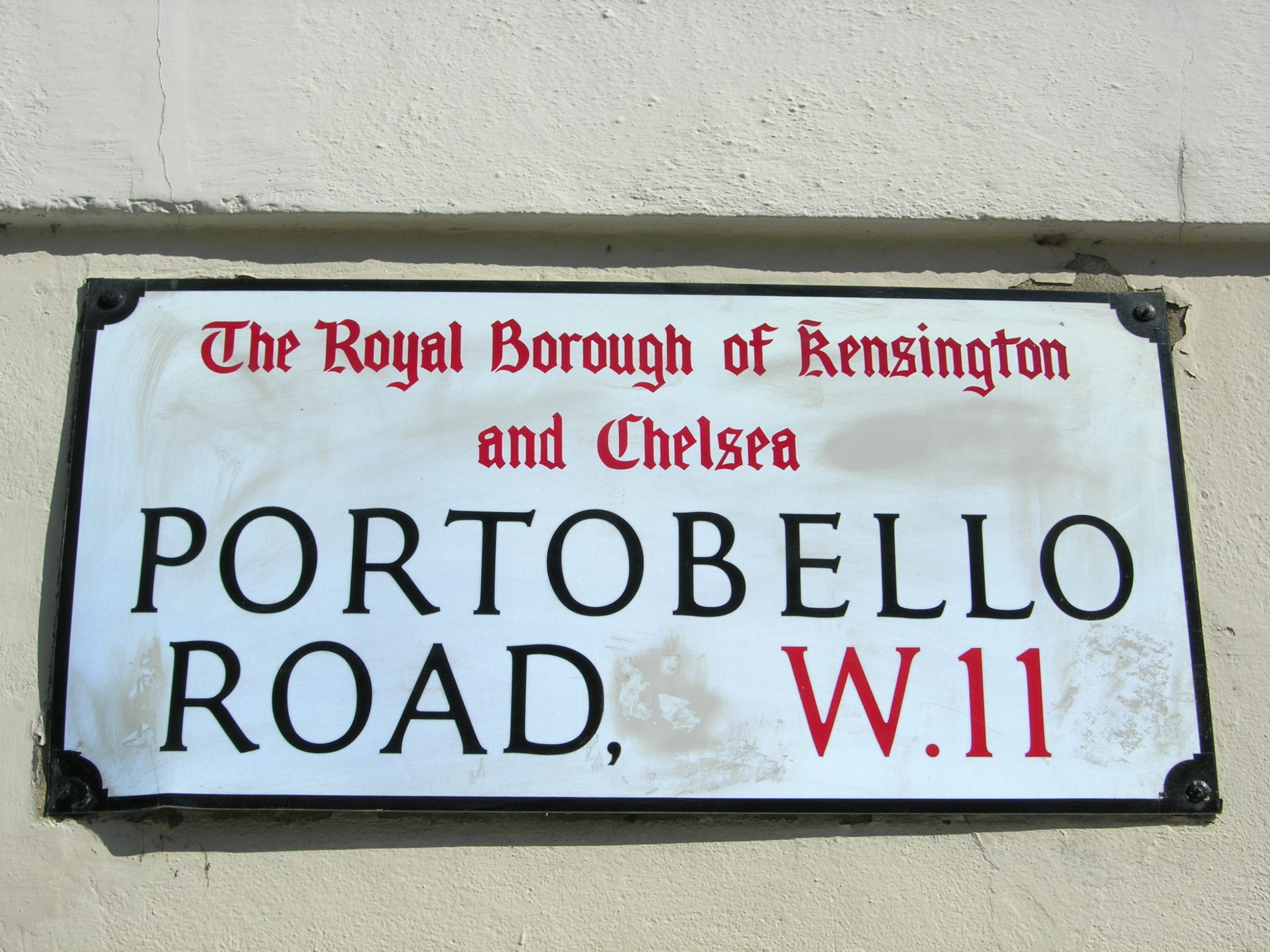
Skylt för Portobello Road, London

I London är gatunamnsskyltar vanligtvis (men inte alltid) vita med svart text. Också, är gatunamnen vanligtvis i versaler. I centrala London, efter gatunamnet, finns i röd text postområdet (postal area) av gatan. Stilen variera enligt området (borough). Till exempel: i City of Westminster finns områdets namn i röd text under en horisontell linje nedan gatunamnet; när i Kensington och Chelsea finns områdets namn i röd gotisk skrift ovanför gatunamnet. I City of London finns Londons stadsvapen bredvid gatunamnet, på skyltens vänster sida.
Många andra brittiska städer också har gatunamnsskyltar med svart text i versaler på vit bakgrund. I Storbritannien  gatunamnsskyltar med gatunamn i gemener med stora begynnelsebokstäver är inte vanlig. I några brittiska distrikt med kommunvapen, finns vapnet på gatunamnsskyltarna.

## Gatuskyltar i urval

Aten
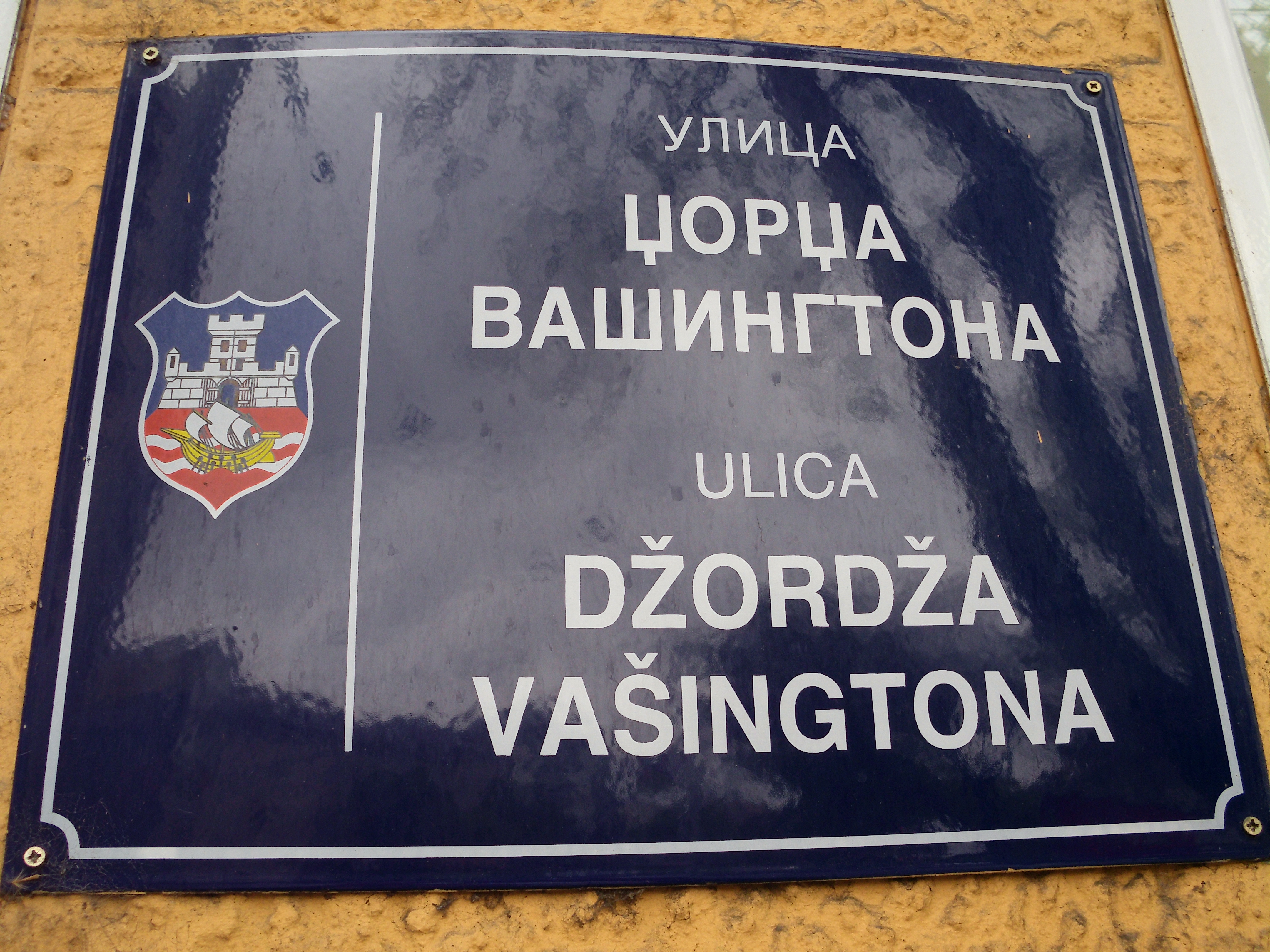
Belgrad
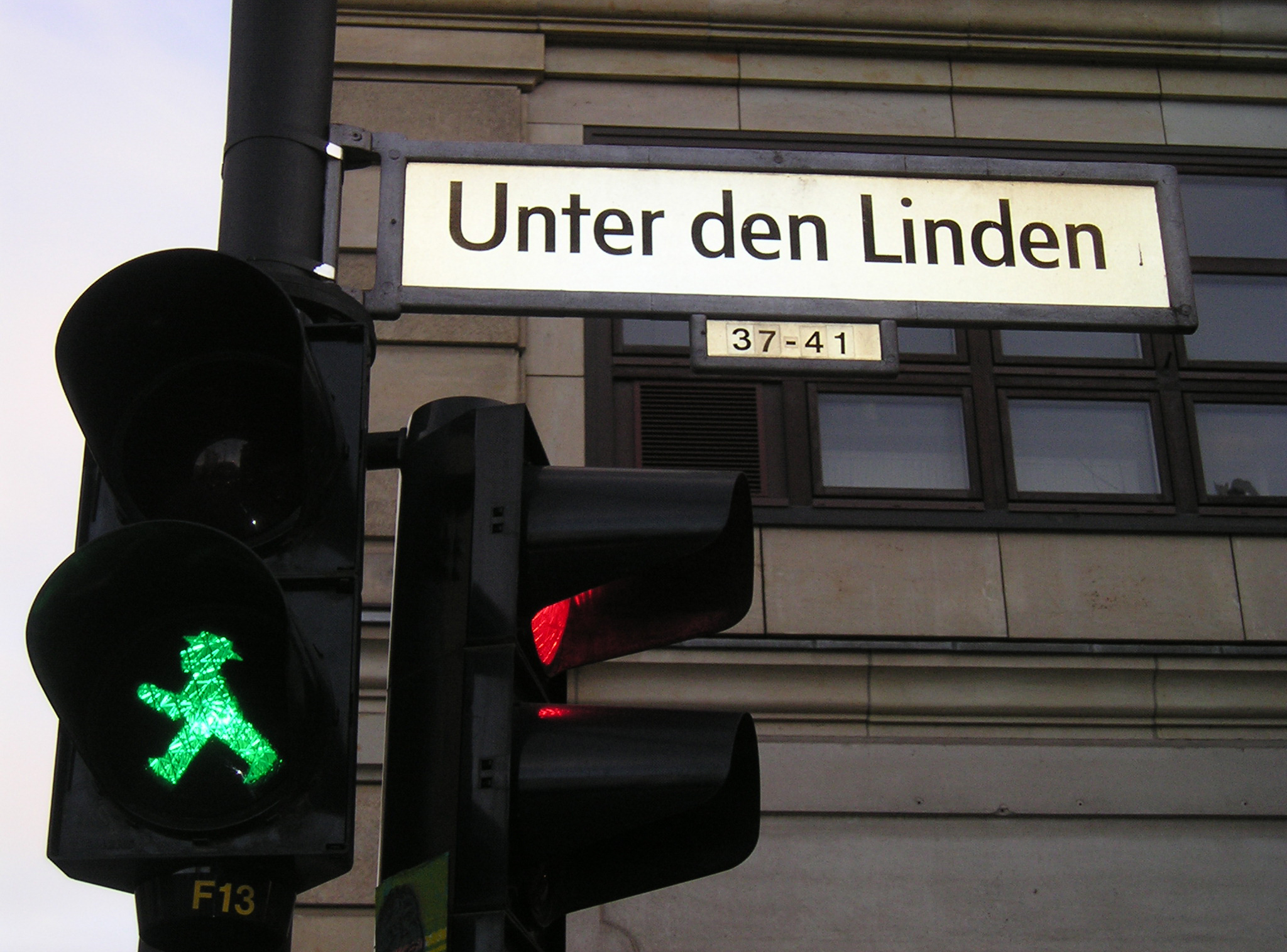
Berlin
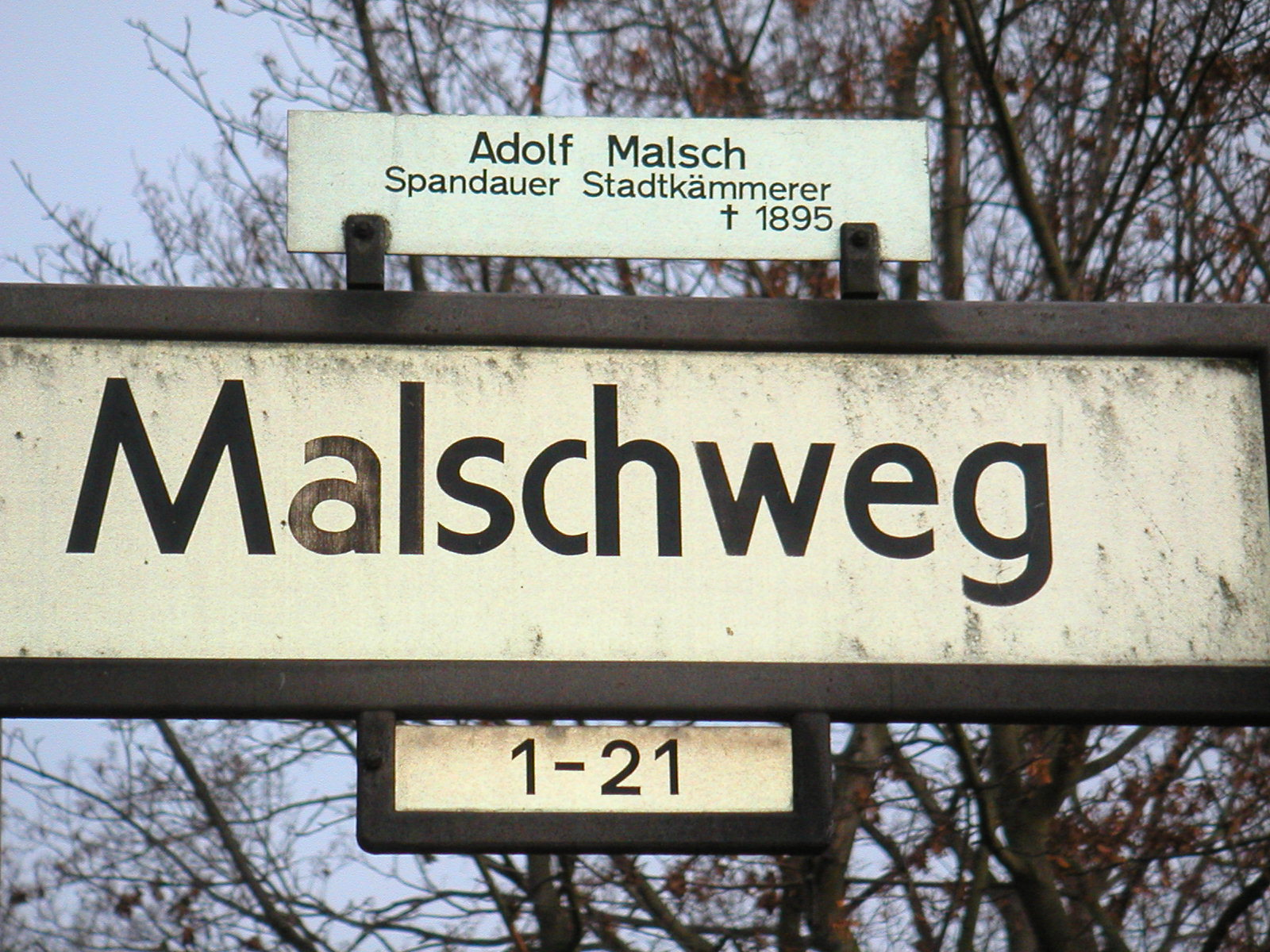
Berlin
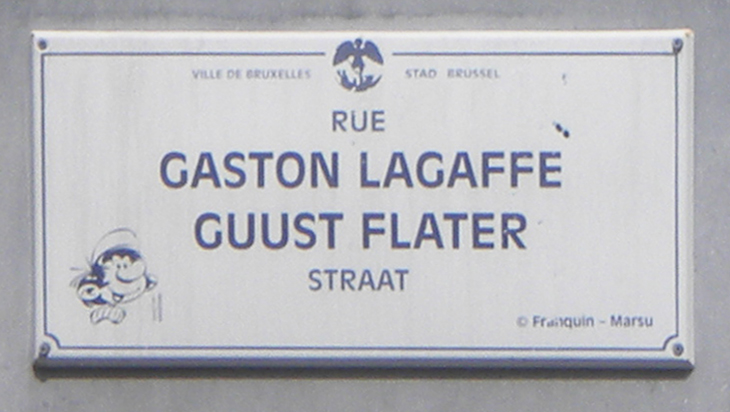
Bryssel
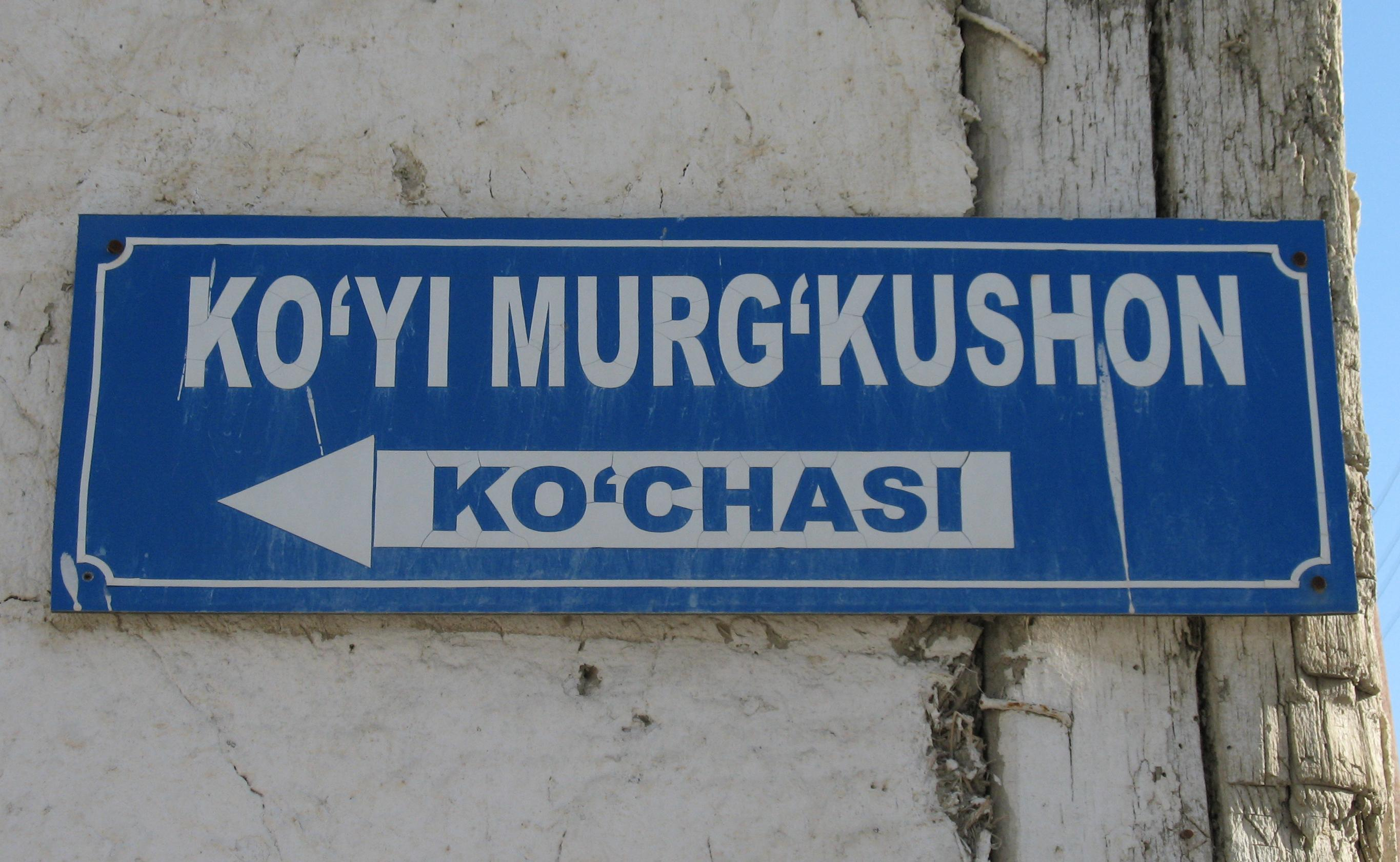
Buchara
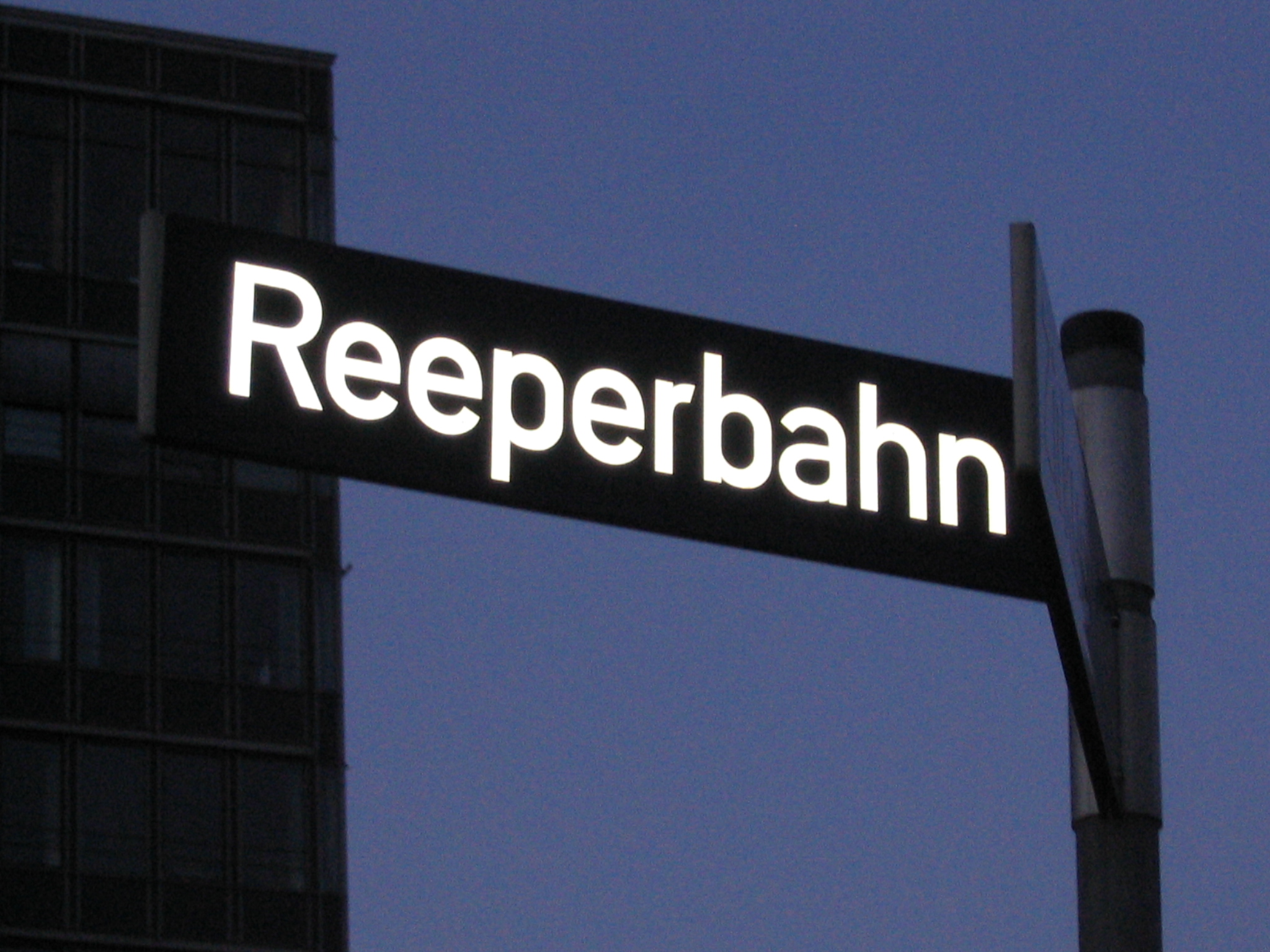
Hamburg
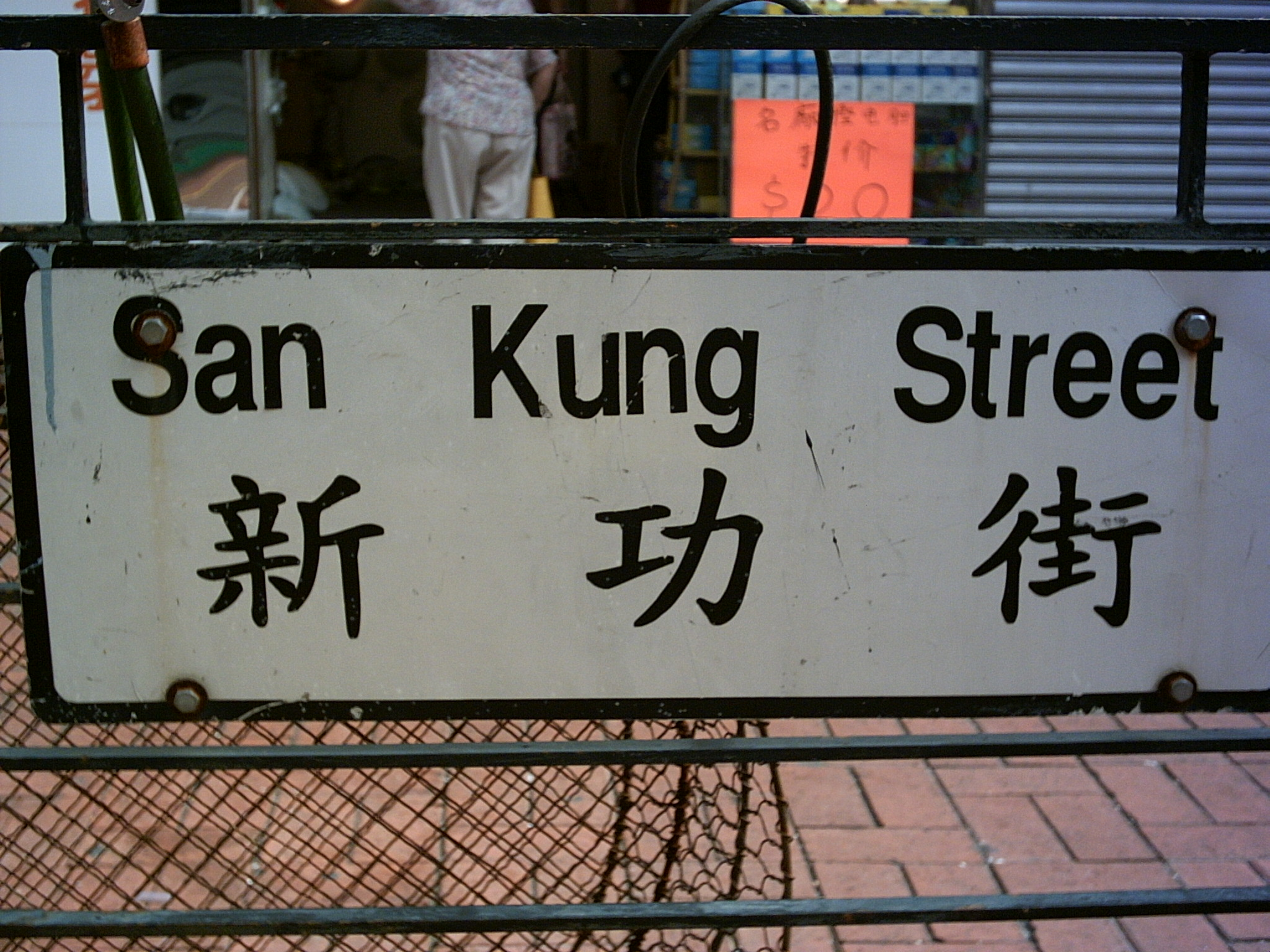
Hongkong
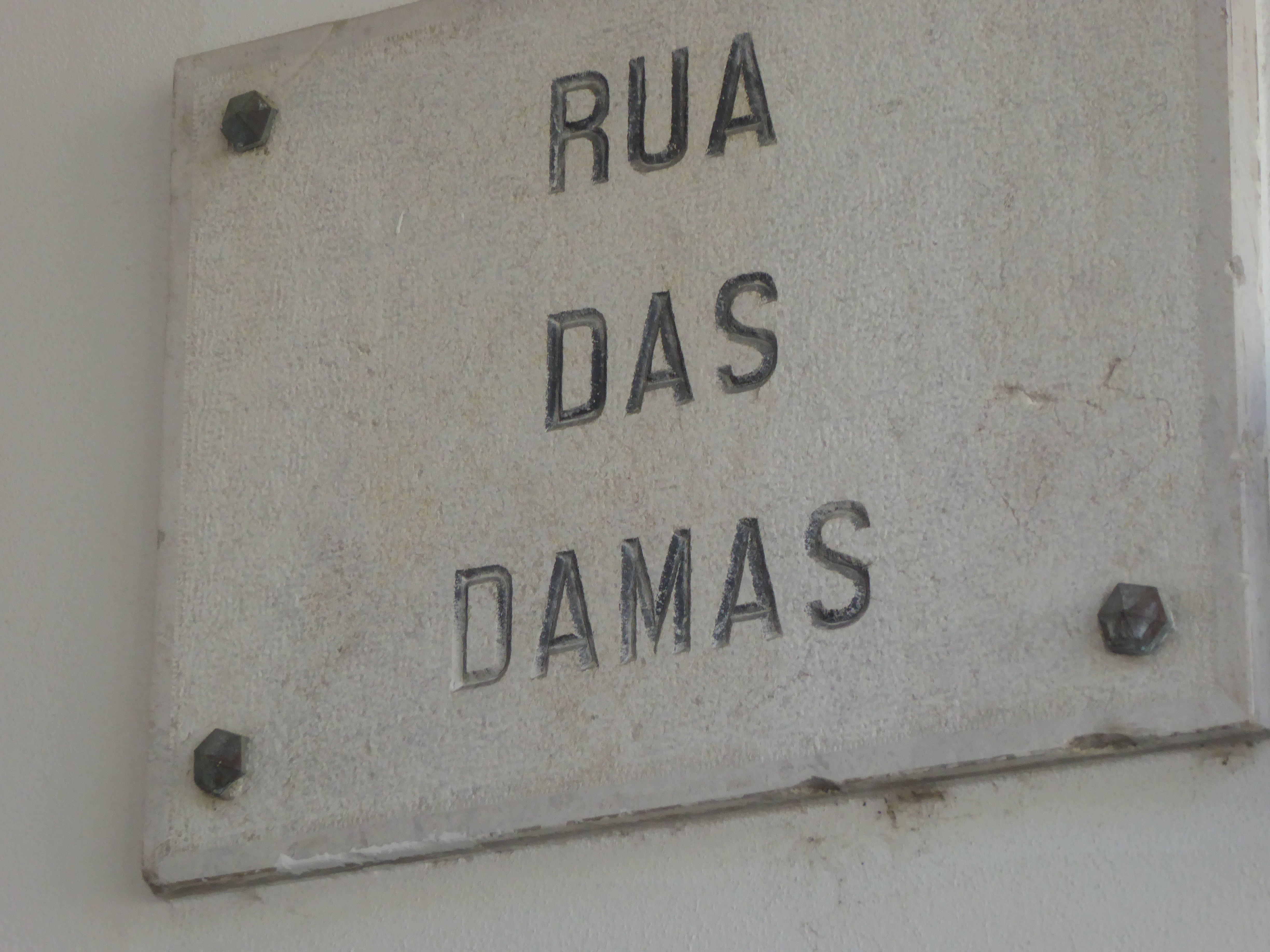
Lissabon
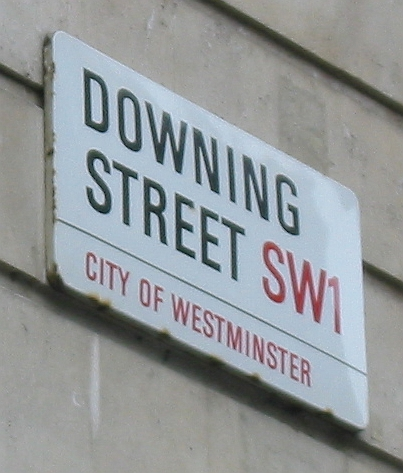
London (Westminster)
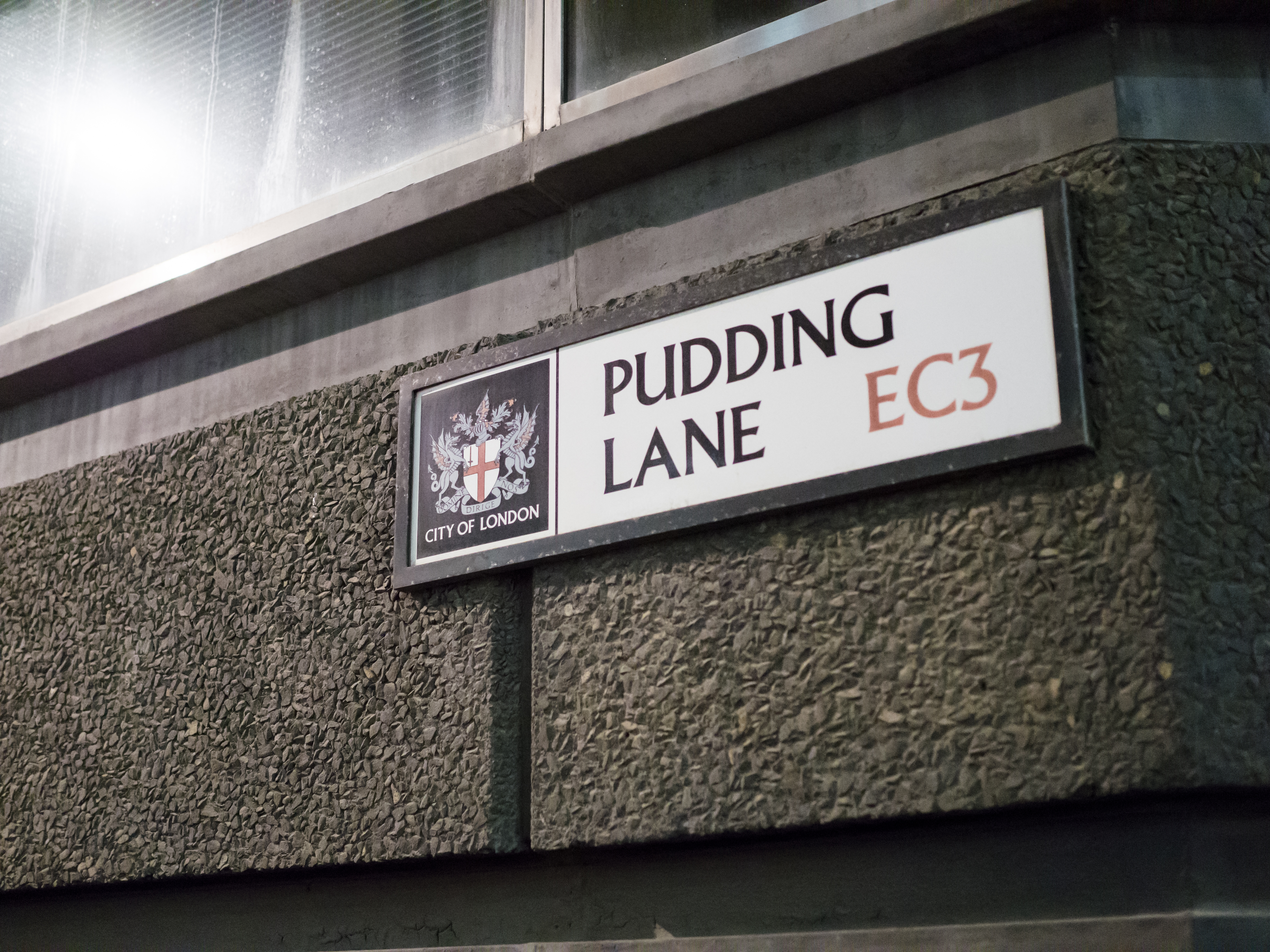
London (City)
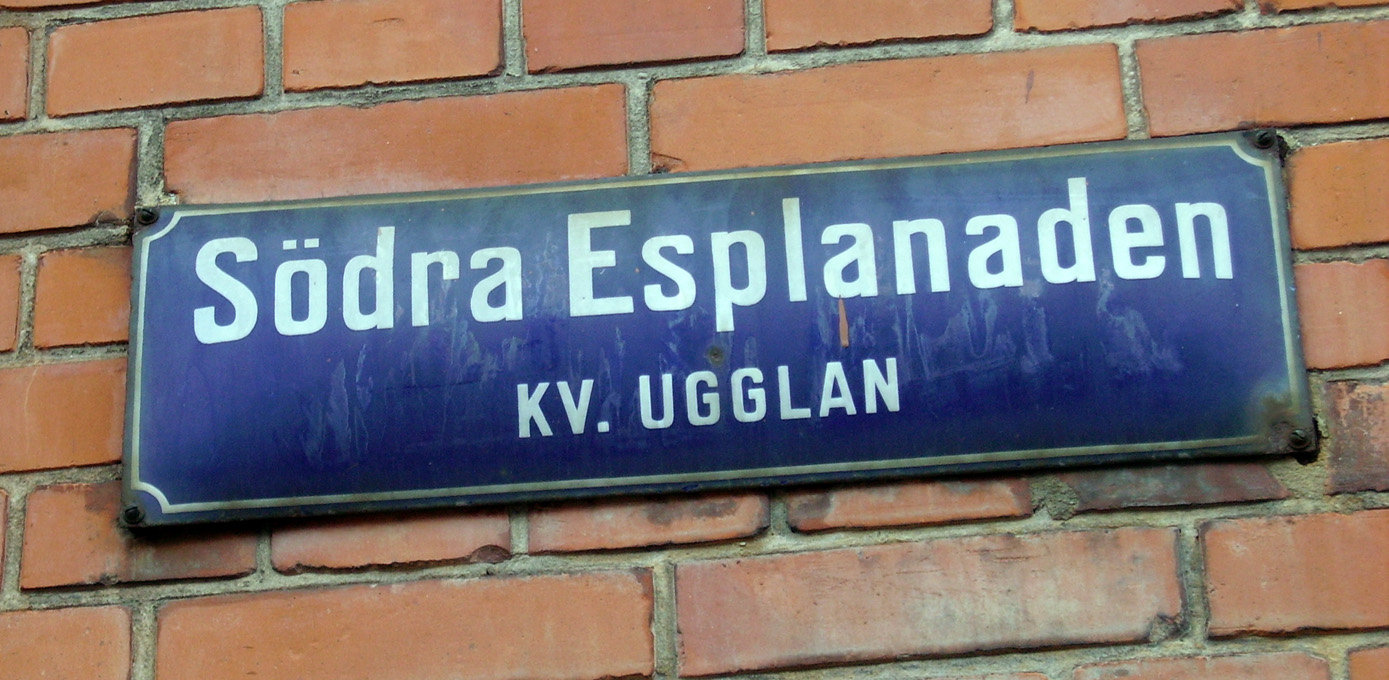
Lund
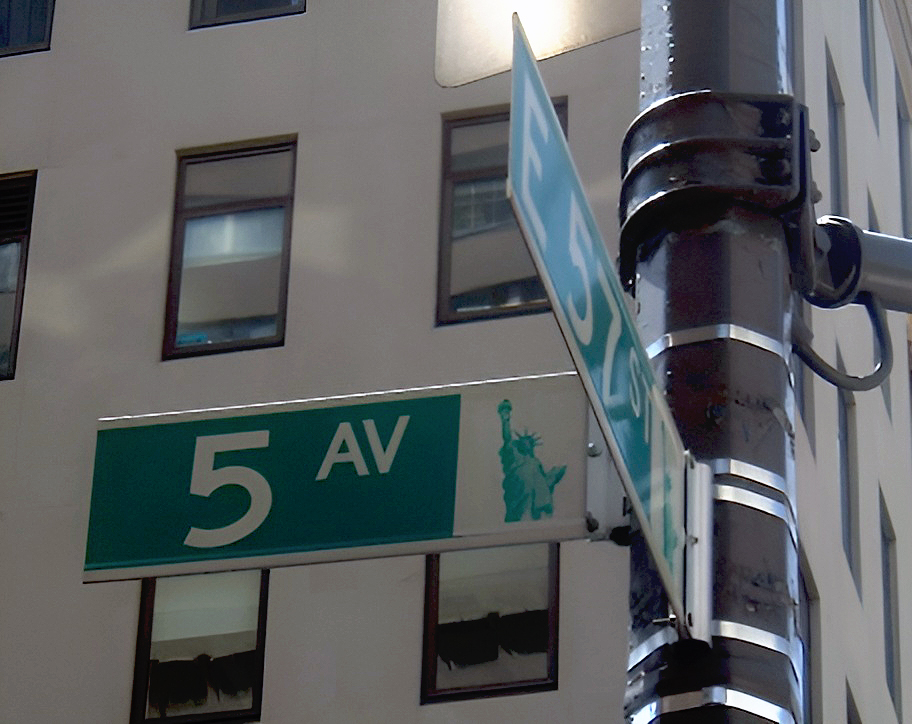
New York
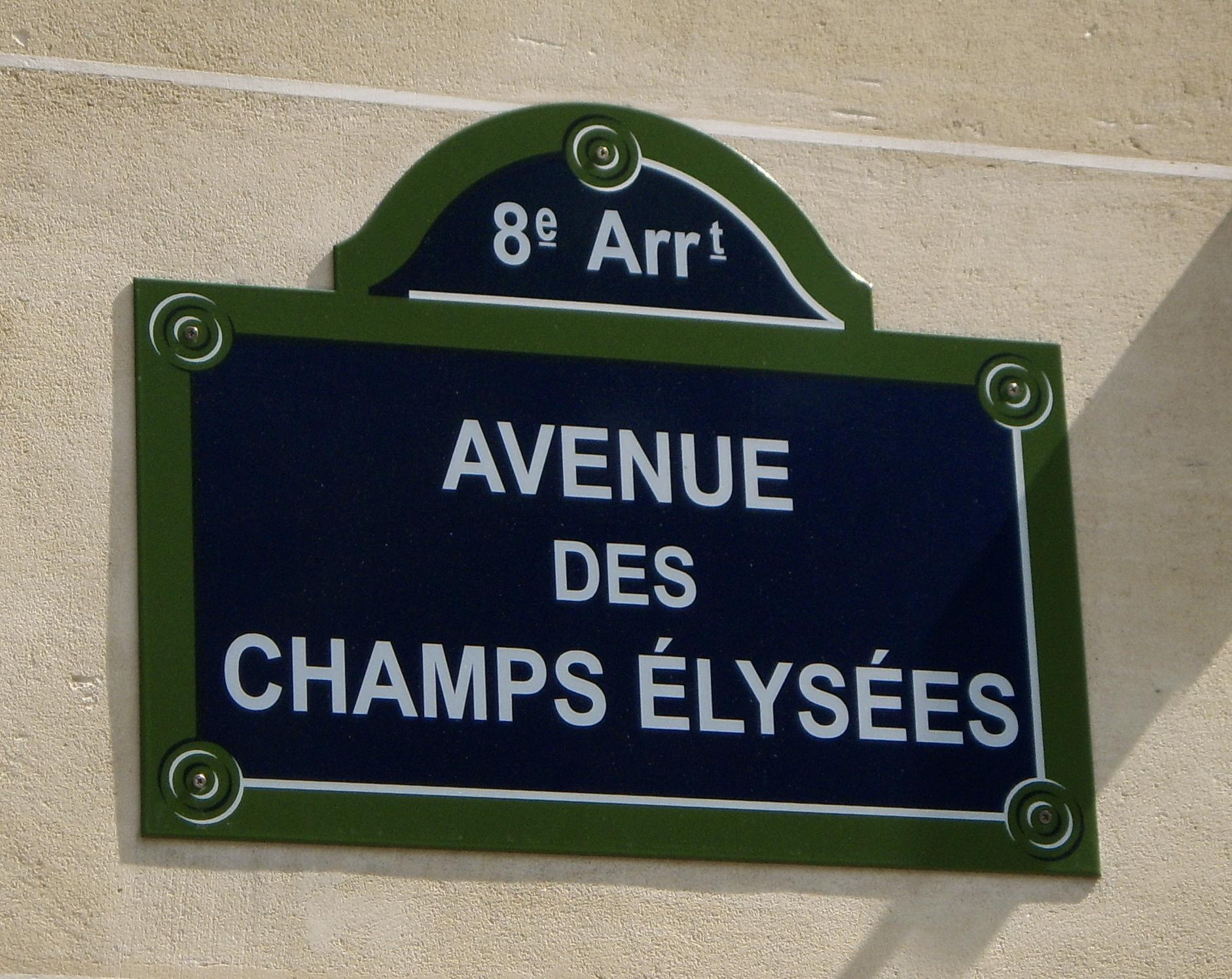
Paris
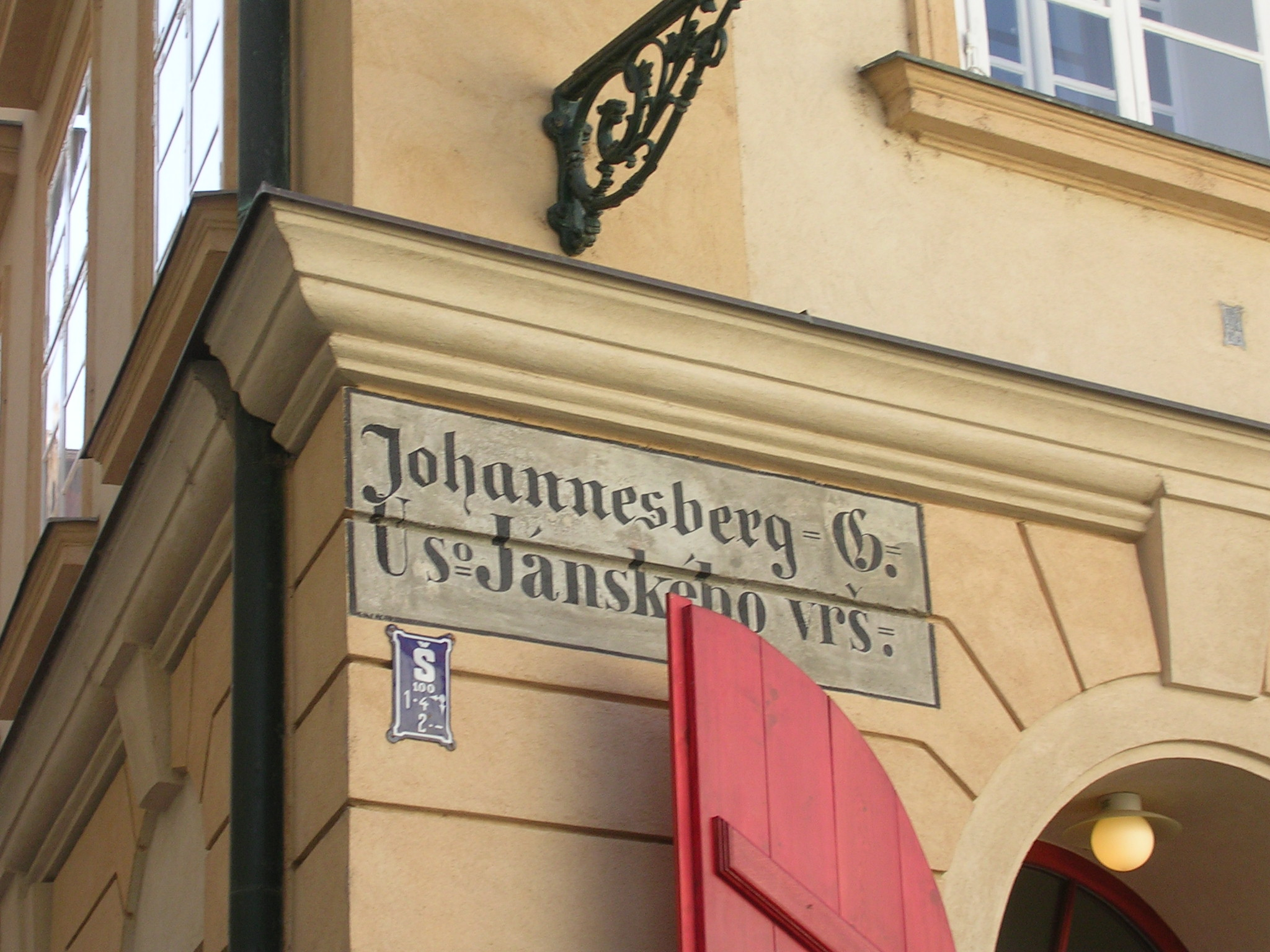
Prag
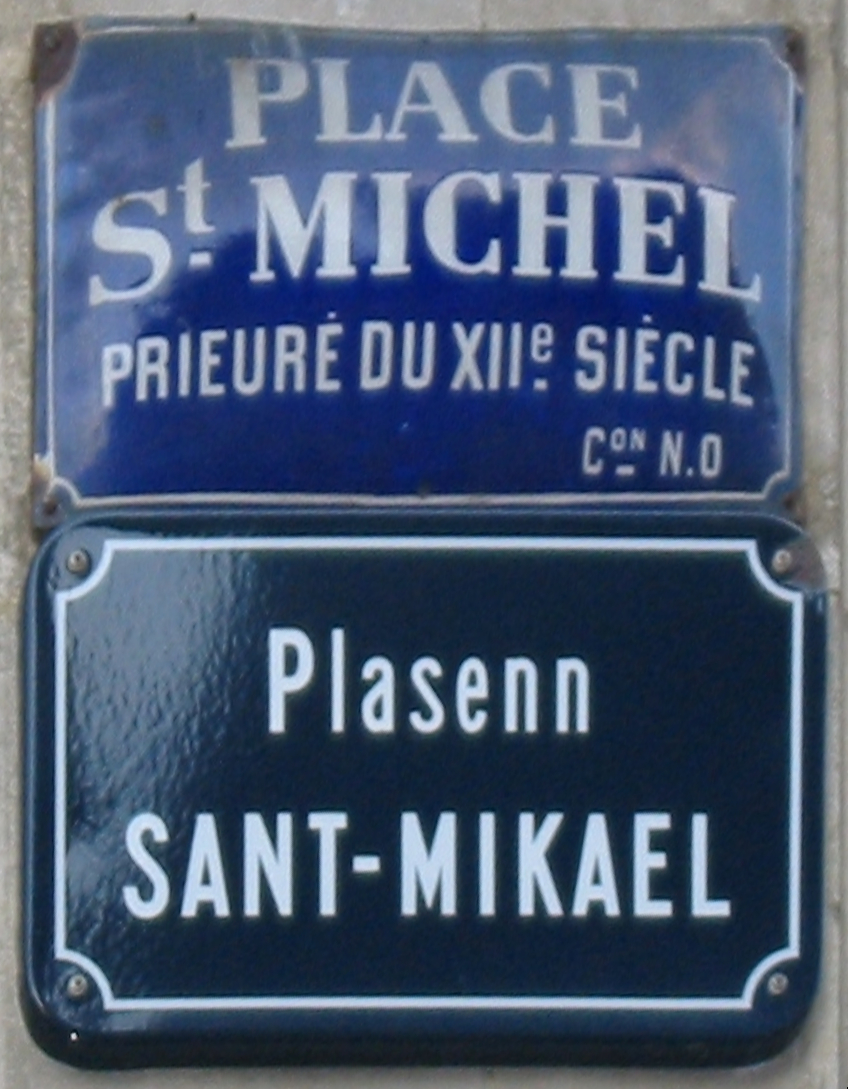
Rennes
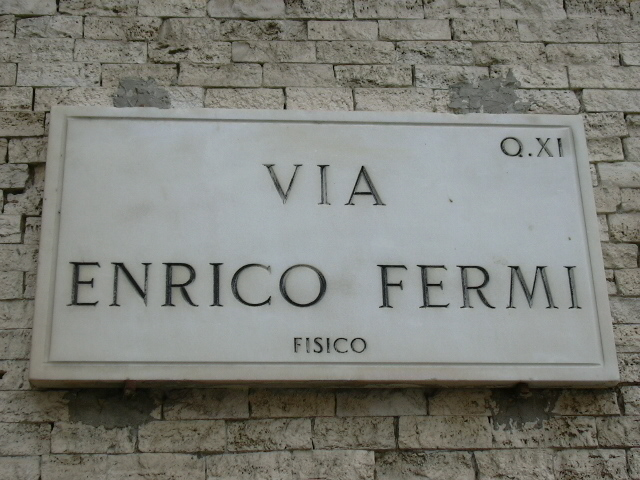
Rom
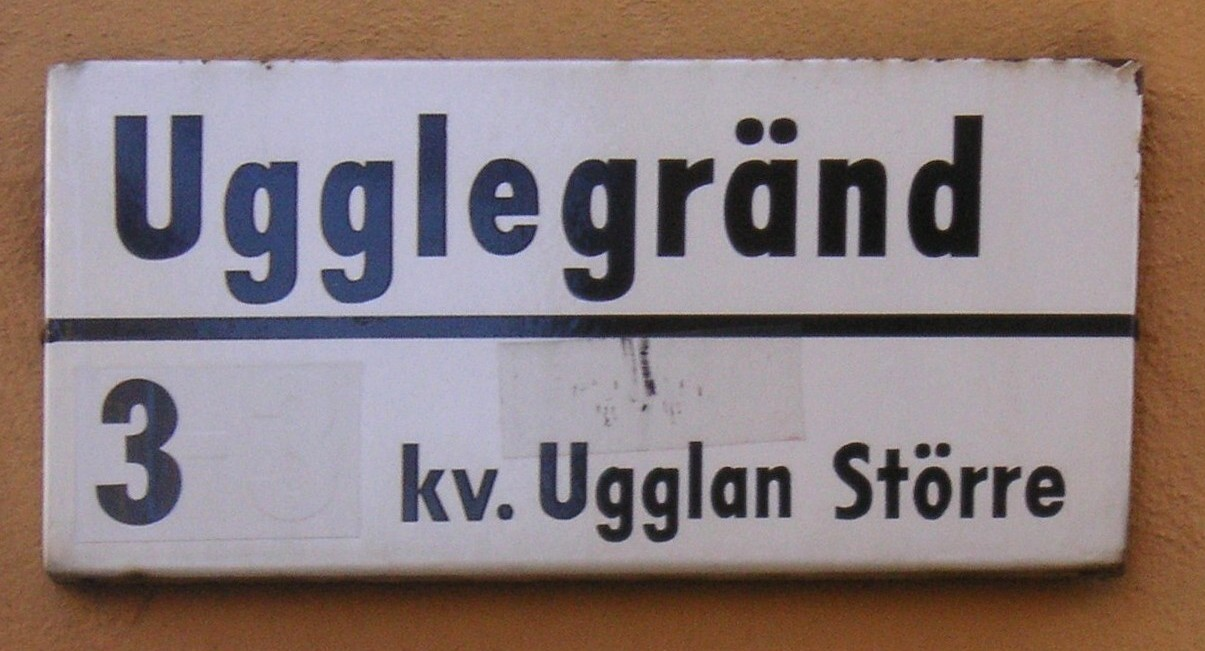
Stockholm
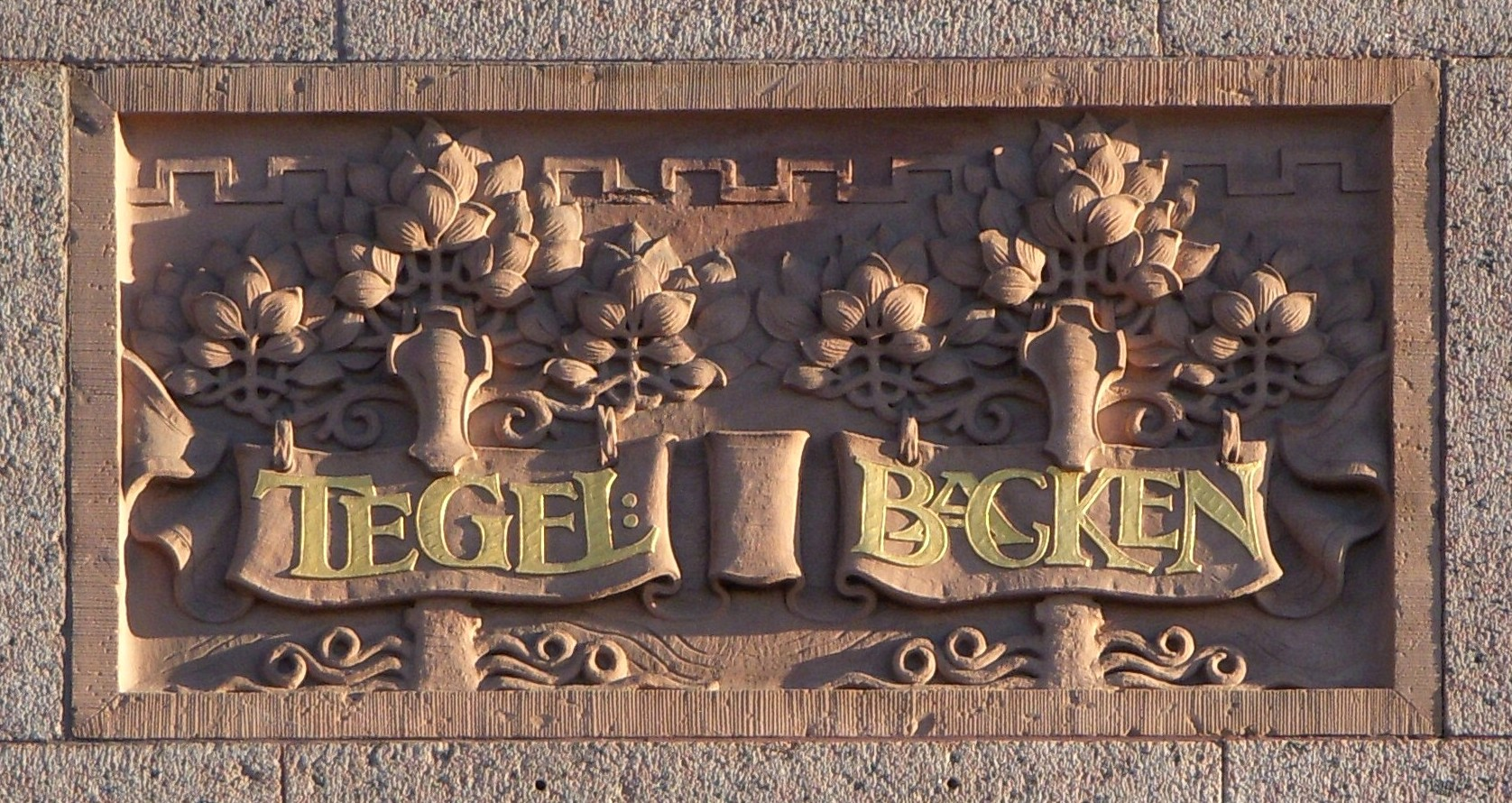
Stockholm
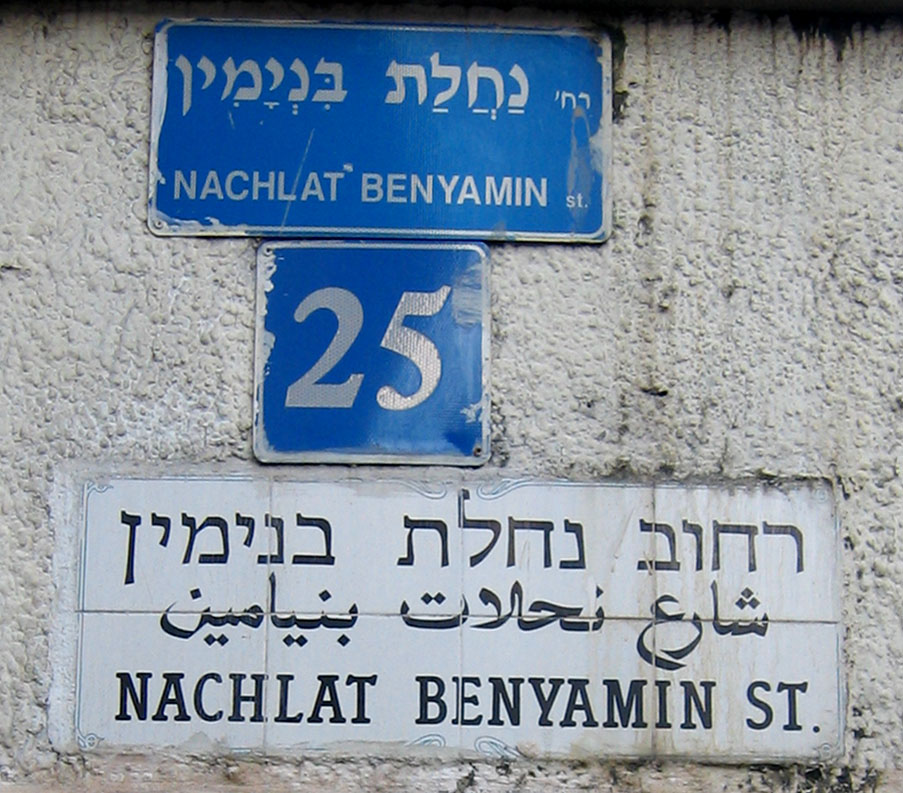
Tel Aviv
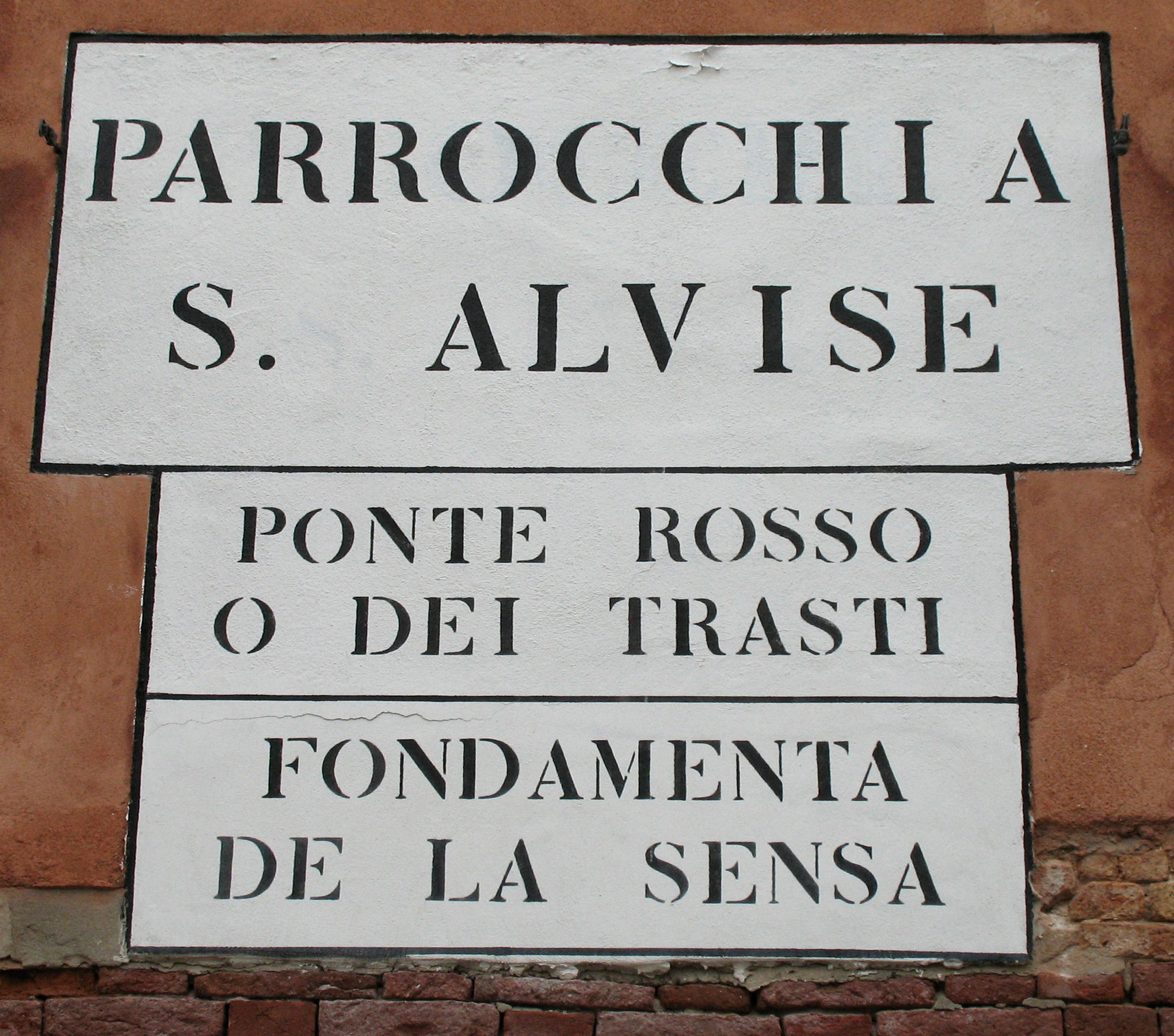
Venedig
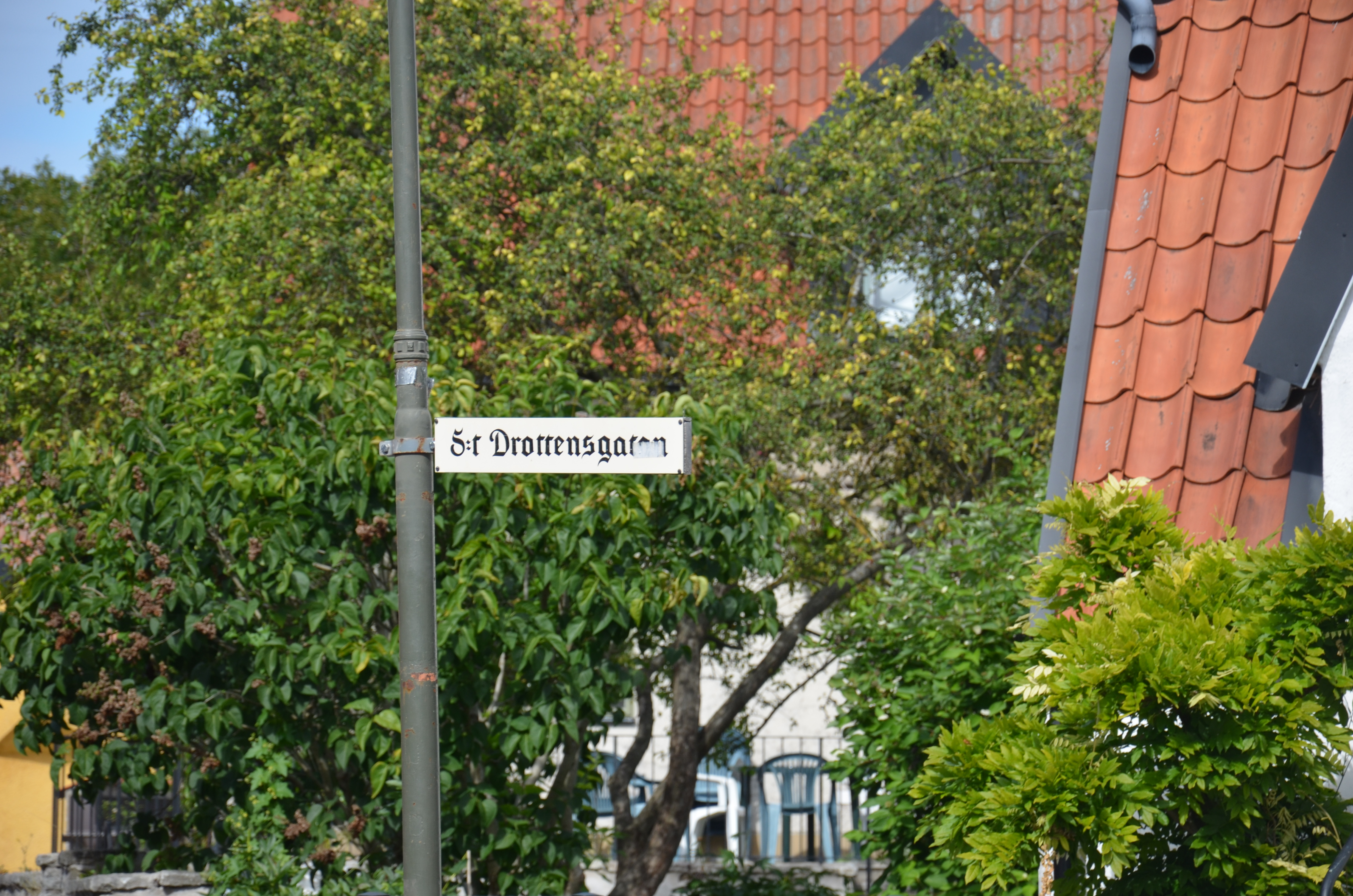
Visby
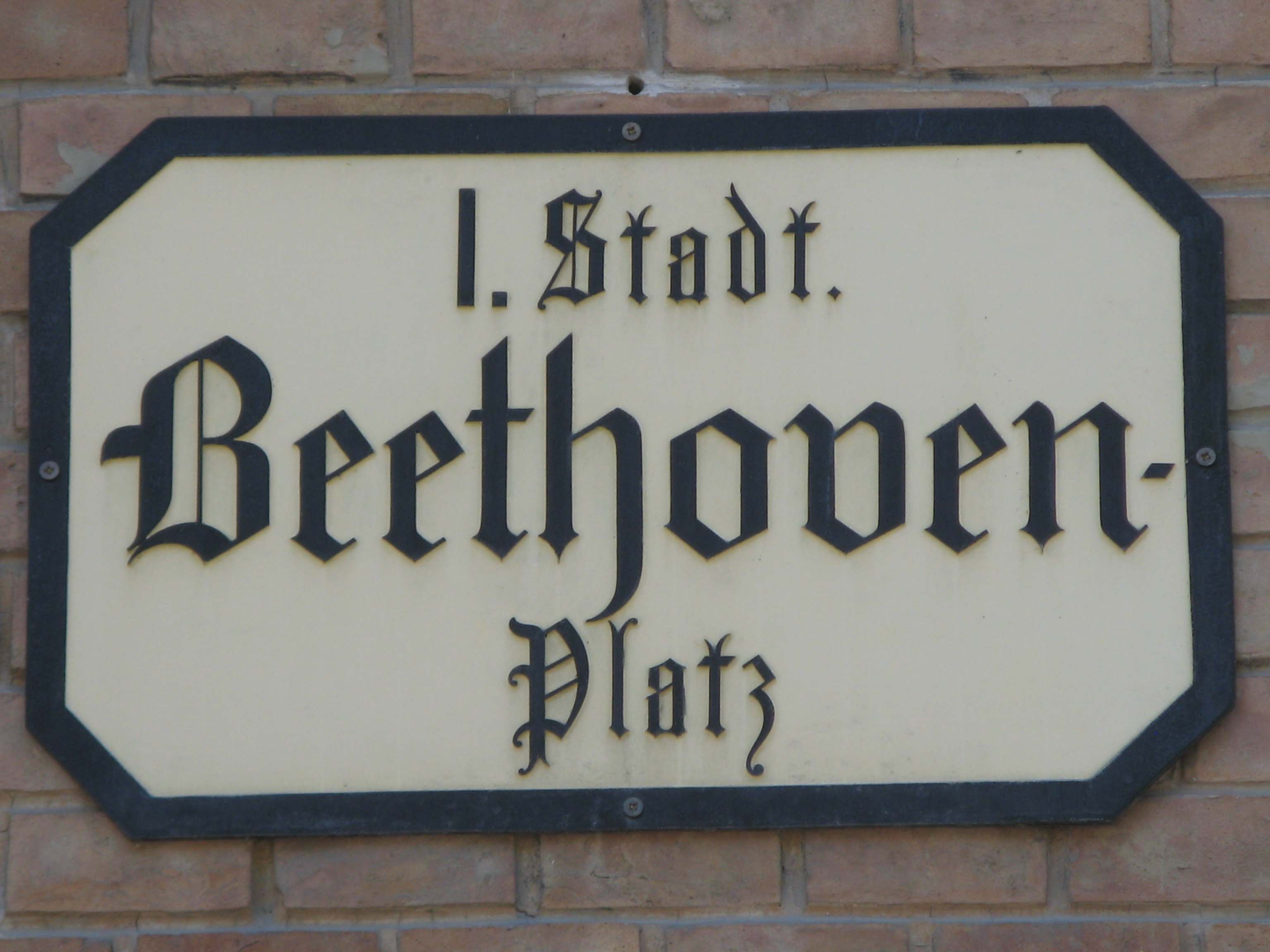
Wien

## Fotnoter
1. ↑  ”Rollen som ortnamnsmyndighet”. Lantmateriet.se. https://www.lantmateriet.se/sv/kartor/Ortnamn/Rollen-som-ortnamnsmyndighet/. Läst 26 november 2023.
2. ↑  ”På Ringvägen bor det flest”. Statistiska Centralbyrån. https://www.scb.se/hitta-statistik/artiklar/2021/pa-ringvagen-bor-det-flest/. Läst 26 november 2023.
3. ↑  Ågren, Henrik (1999). Gatunamn och platskänsla i Uppsala. Ed. Edda. sid. 49. ISBN 91-973267-8-X. OCLC 247764305. https://www.worldcat.org/oclc/247764305. Läst 8 september 2021
4. ↑  Azaryahu, Maoz (1996-06). ”The Power of Commemorative Street Names” (på engelska). Environment and Planning D: Society and Space 14 (3):  sid. 311–330. doi:10.1068/d140311. ISSN 0263-7758. http://journals.sagepub.com/doi/10.1068/d140311. Läst 8 september 2021.
5. ↑  Light, Duncan (2004-01-01). ”Street names in Bucharest, 1990–1997: exploring the modern historical geographies of post-socialist change” (på engelska). Journal of Historical Geography 30 (1):  sid. 154–172. doi:10.1016/S0305-7488(02)00102-0. ISSN 0305-7488. https://www.sciencedirect.com/science/article/abs/pii/S0305748802001020. Läst 8 september 2021.
6. ↑  Rodéhn, Cecilia (2021). Komplext kulturarv från psykiatriskt sjukhus till bostadsområde.. ISBN 978-91-7209-883-1. OCLC 1252657759. https://www.worldcat.org/oclc/1252657759. Läst 8 september 2021
7. ↑  ”Toponymy and memory: toward an international protocol for toponymic commemoration (E/CONF.94/INF.16)”. Arkiverad från originalet den 28 juli 2018. https://web.archive.org/web/20180728214822/https://unstats.un.org/unsd/geoinfo/UNGEGN/docs/8th-uncsgn-docs/inf/8th_UNCSGN_econf.94_INF.16.pdf. Läst 23 mars 2021. un.org, 19 juli 2002.
8. ↑  Anna Gjöres. ”Så får Malmös gator sina namn”. Arkiverad från originalet den 5 december 2018. https://web.archive.org/web/20181205220214/https://www.svt.se/nyheter/lokalt/skane/hon-doper-malmos-nya-gator. Läst 23 mars 2021. svt.se, 3 december 2018.
9. 1 2  Helen Kerfoot. ”Commemorative naming and guidelines associated with the process”. Arkiverad från originalet den 23 mars 2021. https://web.archive.org/web/20210323213044/https://unstats.un.org/unsd/ungegn/working_groups/documents/7.Ref_Canada%26Resolution_Kerfoot.pdf. Läst 3 maj 2021. un.org. "This resolution recommends that national authorities 'discourage the use of personal names to designate a geographical feature during the lifetime of the person ...' and 'include in their guidelines clear statements on the length of the waiting period they wish to establish before using a commemorative name.'", "Unfortunately, bestowing personal names – particularly during the lifetime of the individual – can be the subject of considerable discord, and with the changing fortunes of governments or changing perceptions of the person’s attributes, subsequent name changes are not uncommon."
10. ↑  ”United Nations Group of Experts on Geographical Names”. Arkiverad från originalet den 26 januari 2021. https://web.archive.org/web/20210126012011/https://unstats.un.org/unsd/geoinfo/UNGEGN/ungegnConf11.html. Läst 23 mars 2021. un.org.
11. ↑  Nick Näslund. ”Kalmars policy för gatunamn sågas: 'Direkt olämpligt'”. Arkiverad från originalet den 16 mars 2021. https://web.archive.org/web/20210316053634/https://sverigesradio.se/artikel/kalmars-policy-for-gatunamn-sagas-direkt-olampligt. Läst 23 mars 2021. Sveriges Radio, 15 mars 2021.
12. ↑  Vendela Ögren. ”'Jag hoppas Börjes mamma kan se det från köksfönstret'”. Arkiverad från originalet den 25 november 2022. https://web.archive.org/web/20221125135313/http://www.expressen.se/sport/hockey/jag-hoppas-borjes-mamma-kan-se-det-fran-koksfonstret/. Läst 26 november 2022. Expressen, 25 nov 2022.
13. ↑  Exempel på kommunala regler för gatunamnsskyltar: ”Namnsättning av gator, adresser”. Umeå kommun. Arkiverad från originalet den 25 maj 2012. https://archive.is/20120525214850/http://www.umea.se/umeakommun/trafikochinfrastruktur/trafikochgator/gator/namnsattningavgatoradresser.4.bbd1b101a585d7048000172998.html. Läst 8 juni 2009.